# 不供養父母證明書
不供養父母證明書，俗稱「衰仔紙」，是香港永久性居民針對當地長者申請《綜合社會保障援助計劃》（簡稱「綜援」）時所需填寫的一份聲明書的「非官方」稱呼。事實上，依據香港特別行政區政府的說法：「坊間常提到的『不供養父母證明書』，其名稱並不正確亦容易引起誤解。事實上，有關規定只是一張簡單的經濟聲明。」
「衰仔紙」制度在1999年起實施，當長者申領「綜援」時，不論獨居或與家人同住，只要是以獨立身分申請，便需要作出一份經濟聲明以用作證實該長者的經濟來源，並須由長者的子或女填寫。社會福利署對綜援申請人者作資產審查時，申請人如有成年子女，社署會假設申請人子女有供養父母（即申請人），故子女的收入也是資產審查因素之一。如子女的收入較高，申請人可能因此通過不了資產審查，而不獲綜援資助。如遇此情況，子女便需要簽署不供養父母證明書，以申報自己沒有能力或不願意照顧及供養父母。這樣社署作資產審查時，會撇除子女的收入因素，申請人或因此能通過資產審查並獲得綜援資助。
社會福利署於2017年1月公布將由2月1日起將取消這項安排，改為由長者本人清晰地交代家庭狀況，但會保留以家庭為單位申請長者綜援的規定。

## 概述
根據社會福利署的資料，長者（60歲或以上人士）申請綜合社會保障援助（綜援）計劃的時候，其實並沒有一份名叫「不供養父母證明書」 的正式文件供申請的長者或其家人簽署，有關的規定只是在入息審查部份的一紙聲明。在長者申請綜援的時候，無論是獨居或與家人同住，只要是以獨立的身份作出申請，也需要作出一份經濟聲明，以用作證實該長者的經濟來源，並需由申請者的子或女填寫。
此「不供養父母證明書」並不能在各社會保障辦事處直接取得，長者在申請綜援的時候，社會保障辦事處的職員會在與申請人面談時，指導申請人作出聲明，此乃聲明樣本。

## 法律效力
現時獨居長者若要申請綜援，申請人的子女或需簽署「不供養父母證明書」，以確認不供養父母的日常生活。由於「不供養父母證明書」 要求子女必須親身前往社會福利署保障部簽署有關文件，並帶同其入息和支出證明，一旦簽署，就等同子女聲明不再供養他們的父母。但「不供養父母證明書」只是申領綜緩手續中其中一環，本身並不具有強而有力的法律約束力。

## 申請方法
綜援是供無法在經濟上自給的香港居民申請的，政府會以入息補助的方法向他們提供特定的金額援助使他們可應付日常的基本開支及需要。根據現時的政策規定，長者申請需要填寫一份經濟聲明即「不供養父母證明書」。
申請人可以電話、傳真、電郵或郵遞方式提出綜援申請，或經政府部門或其他非政府機構轉介申請。社會保障辦事處在收到其申請後，會安排時間約見申請者，有需要更會進行家訪以核實申請人的申請及其需要。

## 社會問題

### 欺騙情況
雖然子女簽署了「衰仔紙」以申報自己沒有供養父母，但實際上查證困難，例如子女簽署「衰仔紙」後，仍繼續以不經銀行賬戶的方式供養父母，也難以查證。這樣就會造成了欺騙綜援，申請人同時接受社署綜援資助和子女供養，吃兩家茶飯的問題。(衰仔紙Vs父母免稅 政策「分裂」”香港經濟日報    李昕（三十會） 2011-02-16)
事實上，有一些人亦濫用了綜援制度，即使自己有能力供養父母，亦會濫用「衰仔紙」，使供養父母的費用轉嫁至納稅人的身上。如2009年的恒生銀行前女經理卓秀兒盜客戶戶口近億元一案(2009-07-17盜邱淑貞等客戶近億元 銀行前女經理囚80月)，卓秀兒當時月薪高達11萬，因不想負擔父親入住老人院的費用，所以簽署了「衰仔紙」使父親成功申請了綜援(新報 2009-07-17長者申領綜援子女須簽「衰仔紙」)，當時的法官亦曾質疑卓有能力供養父母，但仍簽署「衰仔紙」的行徑。

### 制度影響
自1999年，香港經濟衰退與人口老化問題，政府就著力緊縮不同的福利開支，但在過去幾年申請長者綜援的個案卻有增無減。由於現下社會對退休老人的保障制度未完善，令到他們未能獲得足夠其生活的退休金，以現今的社會物價指數來說，單靠625元的高齡津貼（高額705 元）根本無法維持基本生活，故選擇申請綜援的個案有增無減。
而根據政府的要求，所有綜援申請者，必須以同住的家庭作申請單位，所有家庭成員的入息、資產均一併作計算其是否合資格。這限制了部份本來合資格的長者，由於子女入息資產超出標準而不能申請。這樣的政策產生了許多社會問題，許多低收入的家庭因為不符合申領綜緩的資格，被逼過貧困的生活或是要簽「衰仔紙」來換取資助。“衰仔紙”的由來引申出另一個問題：現今社會確實對長者的支援不足，現下的強積金、退休金等不能夠完全保障長者退休後的生活，綜緩變為唯一的出路。假使政府要鼓勵更多的家庭責任，以防有濫用綜援的情況，但當前要做的事必須檢討與改善社會的退休保障計劃。

### 道德問題
假如長者希望領取綜援，子女又沒能力供養父母，就只好請子女「自認衰仔」，表明無力或無意供養自己的父母。但由於華人傳統道德觀，認為成年子女有責任供養年老父母，「衰仔紙」與此道德觀相違背，故子女一旦簽署了「衰仔紙」，可能會為年老父母帶來極大的心理傷害，而且部分子女也會因心理壓力，逐漸與父母關係變得惡劣，因而發生爭執，造成悲劇。另一方面，一些有心無力的子女，即使真正無力供養父母，但礙於華人傳統道德觀問題，仍拒絕簽署「衰仔紙」，令真正有經濟需要的父母不能申領綜援，甚至造成兩代之間的關係破裂。
另一方面，許多長者由於不願為難自己的子女，免得他們揹上惡名，因此無論經濟環境如何惡劣，都不願出口要求子女簽「衰仔紙」，結果令他們無奈地跌出「綜援安全網」之外。
社會各界人士對此抱有不同的意見，有的主張直接廢除「衰仔紙」這項申請程序，亦有人提出，如長者想申請綜援，其子女須向政府提供收入證明，以證明沒有能力供養父母，若經濟能力超出貧窮線，則需要提出放棄供養父母的證明，並要每年在政府憲報公布等，才能讓他們的父母申領綜援，而這些聲明才是名副其實的「衰仔紙」。